# Quadrato d'oro
Con l'espressione Quadrato d'oro (Arabo ﺍﻟﻤﺮﺑﻊ الذهب, al-Murabbaʿ al-dhahab) fu chiamato in Iraq un gruppo di quattro generali favorevoli alle Potenze dell'Asse, che fu promotore di un colpo di Stato in Iraq nel 1941 per rovesciare il dominio britannico.
Il «Quadrato d'oro», composto dal generale Ṣalāḥ al-Dīn al-Ṣabbāgh (comandante della III Divisione), dal generale Kāmil Shabībī (Comandante della I Divisione), dal generale Fahmī Saʿīd (comandante delle Forze meccanizzate) e dal generale Maḥmūd Salmān (comandante dell'Aeronautica), tentò di condizionare la politica governativa, forte della consapevolezza che i vertici delle forze armate irachene erano tra i pochi a godere stabilmente di regolare addestramento all'estero e quindi delle conoscenze e delle competenze tecniche e, spesso, intellettuali necessarie anche per l'amministrazione della cosa pubblica.
La pressione delle forze armate, dopo il fallimento dell'esperienza "progressista" del 1936 del generale curdo Bakr al-Ṣidqī, si espresse ancora una volta con il tentativo di imprimere una svolta politica in senso nazionalistico all'Iraq, contrastando in ciò la Corona, di decisi sentimenti filo-britannici dopo la breve parentesi del re Ghāzī, scomparso in seguito a un incidente automobilistico, che aveva mostrato sentimenti di simpatia per l'Asse.

## L'Iraq durante gli anni Trenta
L'Iraq, che aveva conseguito una formale indipendenza nel 1932, era infatti ancora condizionato dallo stretto controllo di Londra, che manteneva nel Paese basi essenziali per garantire il collegamento strategico con l'India e, soprattutto, per gestire senza problemi le immense risorse petrolifere del nord e del meridione iracheno (Kirkuk e Bassora).
Quando nel 1939 l'Iraq fu costretto a rompere le relazioni con Berlino, in virtù dell'articolo 4 del Trattato anglo-iracheno del 1930, ampi strati dell'opinione pubblica e dell'esercito provarono un crescente disappunto, vedendo ulteriormente ristretti i limiti dell'indipendenza irachena.

## La preparazione del golpe
L'uccisione, l'8 gennaio 1940, di Rustem Ḥaydar, ministro delle Finanze e amico intimo del primo ministro Nuri al-Sa'id, filobritannico, fu il primo segnale del montante sentimento antiinglese nel Paese.
Alle dimissioni del primo ministro seguì l'incarico all'avvocato nazionalista Rashīd ʿAlī al-Kaylānī, già membro del disciolto Partito della Fratellanza, di cui era stato fiduciario.
La reazione britannica fu immediata e si espresse con la pressante richiesta ad ʿAbd al-Ilāh, reggente per il minorenne Faysal II, di destituire il primo ministro, cosa che avvenne nel gennaio del 1941. L'incarico fu quindi attribuito al generale Tāhā al-Hāshimī, ottimisticamente considerato dalla Corona irachena e dalla Gran Bretagna un compromesso accettabile, vista l'autorevolezza del candidato e la sua meno accesa coloritura filobritannica.
Quanto questo ottimismo fosse mal riposto lo dimostrò però, il 2 aprile 1941, il colpo di Stato condotto dall'esercito e dal «Quadrato d'oro». Al posto di Primo ministro fu richiamato Rashīd ʿAlī al-Kaylānī, mentre nuovo Reggente divenne l'emiro Sharaf. ʿAbd al-Ilāh e Nūrī al-Saʿīd si misero precipitosamente sotto la protezione dei britannici.
Scopo del «Quadrato» era impedire al Regno Unito di continuare a sfruttare il petrolio iracheno, e di usarlo per ripagare gli aiuti che si aspettava di ricevere dalla Germania, tramite l'oleodotto che collegava i pozzi iracheni a Tripoli del Libano, in mano alla Francia di Vichy. Il primo atto delle nuove autorità irachene fu dunque la chiusura del flusso di petrolio verso la Gran Bretagna e la sostituzione del personale britannico con tecnici tedeschi.
La guerra anglo-irachena che ne seguì si concluse, dopo quaranta giorni, con la disfatta dei nazionalisti ad opera della Gran Bretagna. Gli scarsi aiuti di tedeschi e italiani, incapaci di scorgere i vantaggi strategici di un loro appoggio del movimento nazionalistico iracheno, non riuscirono a invertire il prevedibile andamento delle operazioni belliche e la Gran Bretagna riprese saldamente in mano le redini della politica irachena, senza più ostacoli fino al 1958.
L'esercito e gli ufficiali golpisti si vendicarono per la sconfitta compiendo un pogrom contro gli ebrei di Baghdad. Durante tre giorni, a fine maggio, fu scatenata una caccia all'uomo che causò tra le 300 e le 600 vittime, con centinaia di botteghe e negozi distrutti.